# Ленюшкі
Ленюшкі (пол. Leniuszki) — село в Польщі, у гміні Тучна Більського повіту Люблінського воєводства. Населення — 71 особа (2011).

## Історія

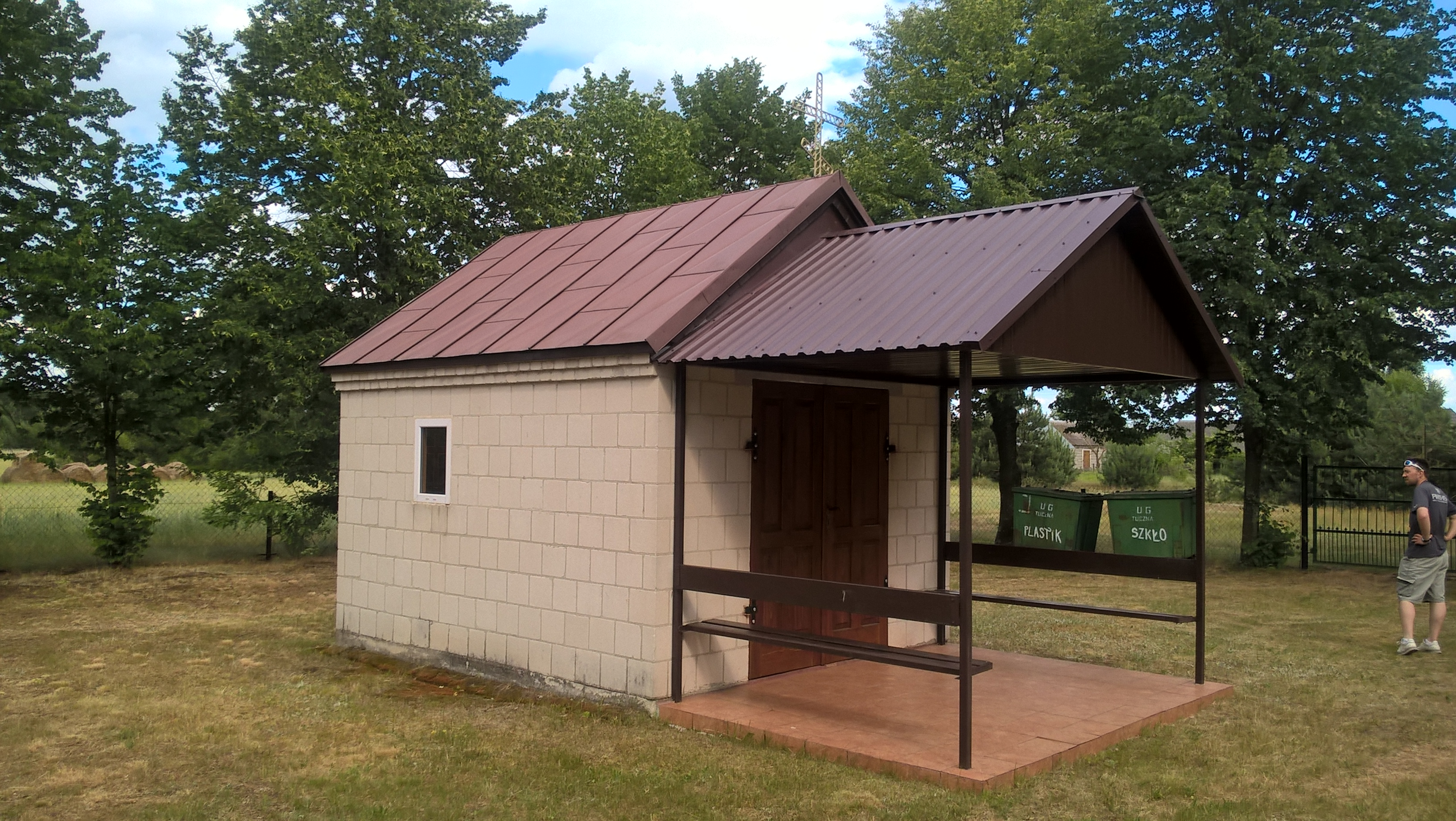
Православна каплиця на цвинтарі

За даними етнографічної експедиції 1869—1870 років під керівництвом Павла Чубинського, у селі переважно проживали греко-католики, які розмовляли українською мовою.
За німецьким переписом 1940 року, у селі проживало 196 осіб, з них 101 «русин», 80 українців і 15 поляків.
У 1975—1998 роках село належало до Білопідляського воєводства.

## Населення
Демографічна структура станом на 31 березня 2011 року:
|          | Загалом | Допрацездатний вік | Працездатний вік | Постпрацездатний вік |
| -------- | ------- | ------------------ | ---------------- | -------------------- |
| Чоловіки | 40      | 5                  | 27               | 8                    |
| Жінки    | 31      | 7                  | 12               | 12                   |
| Разом    | 71      | 12                 | 39               | 20                   |